# Suntory Sunbirds 2018-2019
Questa voce raccoglie le informazioni riguardanti i Suntory Sunbirds nella stagione 2018-2019.

## Stagione
I Suntory Sunbirds partecipano alla stagione 2018-19 senza alcuna denominazione sponsorizzata.
In V.League Division 1 ottengono un secondo posto in regular season, ma terminano la Final 6 come quarti classificati. In Coppa dell'Imperatore si spingono fino ai quarti di finale, dove vengono eliminati dai JT Thunders, mentre vincono per l'ottava volta il Torneo Kurowashiki, vincendo in finale contro i Panasonic Panthers.

## Organigramma societario
Area direttiva
- Presidente: Kinya Nakata

Area tecnica
- Allenatore: Masaji Ogino
- Assistente allenatore: Katsutoshi Tsumagari, Daisuke Sakai, Kota Yamamura, Leonardo de Carvalho

## Rosa
| N° | Nome                 | Ruolo | Data di nascita   | Nazionalità sportiva |
| -- | -------------------- | ----- | ----------------- | -------------------- |
| 1  | Taiki Tsuruda        | S     | 13 luglio 1991    | Giappone             |
| 2  | Yoshifumi Suzuki     | C     | 31 marzo 1983     | Giappone             |
| 3  | Haruki Ono           | C     | 27 ottobre 1995   | Giappone             |
| 4  | Atomu Torikai        | O     | 6 aprile 1996     | Giappone             |
| 5  | Kentaro Matsubayashi | S     | 8 ottobre 1994    | Giappone             |
| 6  | Shogo Okamoto        | P     | 30 marzo 1987     | Giappone             |
| 7  | Yu Yamamoto          | P     | 9 settembre 1992  | Giappone             |
| 9  | Masaki Oya           | P     | 23 aprile 1995    | Giappone             |
| 10 | Kenya Fujinaka       | S     | 25 luglio 1993    | Giappone             |
| 11 | Kōsuke Hata          | S     | 15 luglio 1995    | Giappone             |
| 12 | Tatsuya Shiota       | C     | 17 novembre 1989  | Giappone             |
| 13 | Dmitrij Musėrskij    | O     | 29 ottobre 1988   | Russia               |
| 14 | Hisanori Kato        | C     | 7 aprile 1994     | Giappone             |
| 15 | Yoshimitsu Kiire     | L     | 13 maggio 1995    | Giappone             |
| 17 | Kentaro Hoshiya      | C     | 8 novembre 1991   | Giappone             |
| 18 | Takeshi Ogawa        | C     | 7 luglio 1994     | Giappone             |
| 19 | Masashi Kuriyama     | S     | 14 luglio 1988    | Giappone             |
| 20 | Tatsuya Yoneyama     | S     | 23 settembre 1986 | Giappone             |

## Statistiche

### Statistiche di squadra
| Competizione          | Punti | In casa | In casa | In casa | In trasferta | In trasferta | In trasferta | Totale | Totale | Totale |
| Competizione          | Punti | G       | V       | P       | G            | V            | P            | G      | V      | P      |
| --------------------- | ----- | ------- | ------- | ------- | ------------ | ------------ | ------------ | ------ | ------ | ------ |
| V.League Division 1   | 56/10 | ?       | ?       | ?       | ?            | ?            | ?            | 32     | 21     | 11     |
| Coppa dell'Imperatore | -     | -       | -       | -       | -            | -            | -            | 2      | 1      | 1      |
| Torneo Kurowashiki    | -     | -       | -       | -       | -            | -            | -            | 6      | 6      | 0      |
| Totale                | -     | ?       | ?       | ?       | ?            | ?            | ?            | 40     | 28     | 12     |

G = partite giocate; V = partite vinte; P = partite perse

### Statistiche dei giocatori
| Giocatore       | V.League Division 1 | V.League Division 1 | V.League Division 1 | V.League Division 1 | V.League Division 1 |
| Giocatore       | P                   | PT                  | AV                  | MV                  | BV                  |
| --------------- | ------------------- | ------------------- | ------------------- | ------------------- | ------------------- |
| K. Fujinaka     | 27                  | 196                 | 168                 | 24                  | 4                   |
| K. Hata         | 31                  | 51                  | 37                  | 11                  | 3                   |
| K. Hoshiya      | 31                  | 173                 | 114                 | 48                  | 11                  |
| H. Kato         | 12                  | 4                   | 4                   | 0                   | 0                   |
| Y. Kiire        | 30                  | 2                   | 2                   | 0                   | 0                   |
| M. Kuriyama     | 32                  | 372                 | 320                 | 31                  | 21                  |
| K. Matsubayashi | 11                  | 14                  | 14                  | 0                   | 0                   |
| D. Musėrskij    | 31                  | 864                 | 774                 | 46                  | 44                  |
| T. Ogawa        | 30                  | 45                  | 39                  | 3                   | 3                   |
| S. Okamoto      | 12                  | 2                   | 0                   | 1                   | 1                   |
| H. Ono          | 29                  | 121                 | 77                  | 31                  | 13                  |
| M. Oya          | 29                  | 58                  | 20                  | 23                  | 15                  |
| T. Shiota       | 26                  | 92                  | 68                  | 22                  | 2                   |
| Y. Suzuki       | 28                  | 89                  | 55                  | 29                  | 5                   |
| A. Torikai      | 2                   | 0                   | 0                   | 0                   | 0                   |
| T. Tsuruda      | 30                  | 0                   | 0                   | 0                   | 0                   |
| Y. Yamamoto     | 25                  | 9                   | 4                   | 4                   | 1                   |
| T. Yoneyama     | 32                  | 91                  | 72                  | 9                   | 10                  |

P = presenze; PT = punti totali; AV = attacchi vincenti; MV = muri vincenti; BV = battute vincenti

NB: Non sono disponibili i dati relativi alla Coppa dell'Imperatore, al Torneo Kurowashiki e di conseguenza quelli totali